# Cantone di Fontainebleau
Il Cantone di Fontainebleau è una divisione amministrativa degli arrondissement di Fontainebleau e di Melun.
A seguito della riforma complessiva dei cantoni del 2014 è passato da 7 a 34 comuni.

## Composizione
Prima della riforma del 2014 comprendeva i comuni di:
- Avon
- Bois-le-Roi
- Fontainebleau
- Héricy
- Samois-sur-Seine
- Samoreau
- Vulaines-sur-Seine

Dal 2015 comprende i comuni di:
- Achères-la-Forêt
- Amponville
- Arbonne-la-Forêt
- Avon
- Barbizon
- Boissy-aux-Cailles
- Boulancourt
- Bourron-Marlotte
- Burcy
- Buthiers
- Cély
- Chailly-en-Bière
- La Chapelle-la-Reine
- Fleury-en-Bière
- Fontainebleau
- Fromont
- Guercheville
- Héricy
- Nanteau-sur-Essonne
- Noisy-sur-École
- Perthes
- Recloses
- Rumont
- Saint-Germain-sur-École
- Saint-Martin-en-Bière
- Saint-Sauveur-sur-École
- Samois-sur-Seine
- Samoreau
- Tousson
- Ury
- Le Vaudoué
- Villiers-en-Bière
- Villiers-sous-Grez
- Vulaines-sur-Seine